# Gârla Sirețel
Il fiume  Gârla Sirețel è un affluente del fiume Siret in Romania. Scorre nel distretto di Botoșani.